# Larantuca
Larantuca (em indonésio: Larantuka) é uma pequena cidade no extremo leste da ilha de Flores na Indonésia. É um distrito e capital da Regência de Flores Oriental na província de Sonda Oriental. Como grande parte da região, Larantuca tem uma forte influência colonial portuguesa. Esta área esmagadoramente católica (cerca de 85%) goza de algum renome internacional por suas celebrações da Semana Santa.
O malaio de Larantuca, um dialeto local com mais de 80% com cognato indonésio, é usado como uma língua franca nesta área. O português é usado em certos rituais religiosos católicos.

## História
Brevemente antes de 1600 comerciantes portugueses deixaram Solor e se estabeleceram em Larantuca. Os comerciantes estavam em conflito com os dominicanos em Solor, porque eles estavam mais interessados no comércio do que na cristianização. Em 1613, os holandeses ocuparam Solor e os dominicanos, também, se mudaram para Larantuca.
No começo Larantuca foi um entreposto para o comércio de sândalo de Timor e se tornou o centro comercial português do Sudeste da Indonésia. Tornou-se mesmo um lugar de refúgio para desertores da Companhia Holandesa das Índias Orientais (VOC).
Duas ondas de imigração trouxe um impulso adicional. Como os holandeses conquistaram Malaca em 1641, muitos portugueses se mudaram para Larantuca e o aumento populacional explodiu. Duas aldeias, Wureh e Konga, também acomodaram os novos habitantes. Como os holandeses atacaram Macáçar em 1660, a maior parte dos portugueses de lá, também, veio para Larantuca.
Os portugueses tomaram mulheres nativas como suas esposas, mas eles sempre reivindicaram a ascendência portuguesa. Este novo grupo populacional foi chamado de Topasses, mas eles se chamavam Larantuqueiros (habitantes de Larantuca). Os holandeses chamavam eles também Zwarte Portugeesen ("Português negro").
Os Larantuqueiros acabaram se tornando num poder local, mas poderoso na região, no qual as suas influências ultrapassaram em muito o assentamento. A célula núcleo foi a federação de Larantuca, Wureh e Konga. Teoricamente eles estiveram subordinados a Portugal. Mas, na prática, eles eram livres. Eles não tinham nenhuma administração portuguesa e eles não pagavam impostos. Cartas do governo de Lisboa foram ignorados. Por longos anos, houve uma luta sangrenta pelo poder entre as famílias da Costa e de Hornay. No final eles compartilharam o poder.
Os Larantuqueiros fizeam "alianças" com os povos nativos de Flores e Timor. Eles seguiram uma certa estratégia; o mais notável rajá foi convertido para o catolicismo por pressão militar. Ele teve que fazer um juramento de lealdade ao rei de Portugal e nele o título Dom lhe foi concedido. O rajá foi autorizado a governar o seu povo autônomo, mas na guerra, ele teve que fornecer forças auxiliares.
Os Larantuqueiros eram os governantes e estabeleceu o português como língua oficial para distanciar-se dos nativos. A língua do comércio foi o malaio, a que era entendida sobre as ilhas vizinhas.
Em 1640 os Larantuqueiros estabeleceram em Lifau em Timor para ganhar controle sobre o sândalo de Timor. De Lifau se expandiram para o interior da ilha, onde o sândalo é produzido. Com as grandes forças os soberanos lá foram obrigados a entrar em negociações. Para a entrega de mosquetes os Larantuqueiros ganharam o controle sobre a maior parte da produção de sândalo e foram capazes de controlar o preço.
O comércio florescia, quando o "português branco" veio (por ordem do rei de Portugal) exercer influência sobre Timor. Mas eles foram cercados pelos Larantuqueiros e saíram de mãos vazias em 1769. Em 1854 os portugueses ofereceram aos holandeses a venda dos direitos de soberania sobre esta região. O tratado foi ratificado em 1859.
Os holandeses enviaram um oficial militar e administrativo, que tomou residência em uma pequena fortaleza. Mas eles realmente não tiveram influência sobre a população.
Larantuca ofereceu pouca promessa, após a desaceleração do comércio de sândalo. Os Larantuqueiros recorreram à agricultura. Não foi deixado muito do antigo rentável comércio exterior.
Formalmente, os Larantuqueiros eram católicos, mas o controle da crença foi transferido para organizações de leigos, o que deu à crença uma nova direção. Em Larantuca, a organização mais poderosa era a Confraria da Rainha do Rosário, a Irmandade da Rainha do Rosário, que ainda existe hoje.
O contrato entre o português e a liberdade religiosa foi respeitada pelos holandeses. Assim, o calvinismo holandês não fincou raiz. No entanto, jesuítas holandeses empenharam-se no trabalho missionário. A partir de Larantuca, com a construção da primeira casa paroquial, reintroduziram a forma ortodoxa do catolicismo, novamente. A monogamia foi reforçada devido à sua influência. Os missionários ainda construíram escolas católicas e trouxeram cuidados de saúde.
Com a independência da Indonésia, os Larantuqueiros ganharam nova influência. Eles foram capazes de chegar a posições de liderança, porque eles tinham um mais elevado nível de educação do que os nativos. Até mesmo a língua indonésia, que se tornou a nova língua oficial, foi fácil para eles, porque é muita parecida com o malaio.

## Semana Santa
A  “Semana Santa” (os Larantuqueiros conservam esta terminologia portuguesa), a semana antes da Páscoa, é um momento muito importante da celebração religiosa para o povo devotamente católico da Diocese de Larantuca. O centro de celebrações religiosas tem duas estátuas, uma de Jesus Cristo e uma da Virgem Maria trazidas pelos missionários portugueses Gaspar do Espírito Santo e Agostinho de Madalena, no século XVI. Estas estátuas são apenas apresentados ao público durante a Páscoa e são mantidos fora da vista durante o resto do ano.
Em Larantuca, o Domingo de Ramos, que a população local chama Dominggu Ramu, marca o início da Semana Santa. As festividades religiosas começam na quarta-feira antes da Páscoa, conhecida localmente como Rabu Trewa (quarta-feira de trevas) em lembrança da traição de Judas Iscariotes que levou à detenção Jesus. Devotos cercam a capela de Tuan Ana onde a estátua de Jesus é mantida, gritando em latim para lamentar a prisão de Jesus pelos soldados romanos. Devotos igualmente cercam a capela de Tuan Ma nas proximidades da aldeia de Lohayong onde a estátua da Virgem Maria é mantida.
Na Quinta-feira Santa, os devotos promulgam o ritual tikam turo que prepara a rota de sete quilômetros para a procissão do dia seguinte com o plantio de velas ao longo da estrada. Após as velas ser preparadas, os devotos participam do ritual munda tuan em que membros de uma fraternidade religiosa conhecida como a Konfreria Reinha Rosaria (Irmandade da Rainha do Rosário) banha as estátuas de Jesus e Maria. A água benta usada é posteriormente considerado especial e é armazenada para curar crianças doentes e para ajudar as mulheres com complicações no parto.
Na manhã da Sexta-feira Santa, o rajá de Larantuca abre a porta da capela de Tuan Ma para os devotos entrar. Seu próprio clã, os Diaz Vieira de Godinho, são os primeiros a entrar seguido pelos membros da fraternidade e do resto da população. Adoradores beijam a estátua de Maria e rezam por benevolência divina per Mariam ad Jesum' (através de Maria a Jesus).
Enquanto isso, a estátua de Jesus é retirada da capela em Larantuca e é levada em uma longa procissão de sete quilômetros por terra e mar. A procissão tem oito paragens, cada uma representando um grande clã de Larantuca (entre as quais os Mulawato, Sarotari, Amakalen, Kapitan Jentera, Fernandez da Gomez, Diaz Pohon Sirih, e clãs Diaz Vieira de Godinho). Em cada parada, há uma pequena capela onde uma breve oração e cânticos devocionais honram o sofrimento da Paixão. Quando as estátuas de Jesus e Maria estão unidas, elas são reunidas na Catedral de Larantuca, onde muitos devotos participam de uma celebração de Sexta-feira Santa, que dura a noite toda.